# Lee Johnson (lutador)
Lee Johnson (nascido em 13 de dezembro de 1997) é um lutador profissional americano atualmente contratado pela All Elite Wrestling (AEW). Ele é membro do The Factory ao lado de Cole Karter, Nick Comoroto, Aaron Solo e QT Marshall.

## Carreira de wrestling profissional

### Início de carreira (2017–2020)
Treinado por AR Fox e Q. T. Marshall Johnson fez sua estreia no wrestling profissional em 2017, trabalhando na World Wrestling Alliance 4 (WWA4) em Geórgia.

### All Elite Wrestling (2020–presente)
Johnson fez sua estreia no All Elite Wrestling (AEW) em 7 de abril de 2020, episódio de AEW Dark em uma derrota contra seu treinador Q.T. Marselha.

## Vida pessoal
Johnson está atualmente noivo da colega lutadora da AEW Julia Hart.

## Campeonatos e conquistas
- Pro Wrestling Illustrated
  - Classificado em 315º lugar entre os 500 melhores lutadores individuais no PWI 500 em 2021[7]